# رد باتنز
رد باتنز (انگلیسی: Red Buttons؛ ۵ فوریهٔ ۱۹۱۹ – ۱۳ ژوئیه ۲۰۰۶) هنرپیشه اهل ایالات متحده آمریکا بود.

## جوایز
وی برنده جوایزی همچون جایزه اسکار بهترین بازیگر نقش مکمل مرد شده‌است. او این عنوان را برای بازی در فیلم سایونارا بدست آورد.

## فیلم‌شناسی
از فیلم‌هایی که وی در آن نقش داشته‌است می‌توان به مگر آن‌ها اسب‌ها را خلاص نمی‌کنند؟، پیروزی در پرواز، آلیس در سرزمین عجایب، ماجرای پوزیدون و ممکن است برای تو اتفاق بیفتد و داستان ما اشاره کرد.